# Luscavaz
Lùscavaz è una località in comune di Lusevera in provincia di Udine, situata non lontano dalla frazione Micottis, in una zona boschiva alle pendici sud-occidentali del Gran Monte.
L'unico edificio presente è un casolare anticamente destinato ad uso agricolo.
Nel 1943 venne incendiato dalle forze di occupazione tedesche di stanza a Lusevera, in quanto rifugio di resistenza partigiana. Successivamente ripristinato, venne utilizzato fino al 1976, quando fu quasi completamente raso al suolo dal Terremoto del Friuli. Nel 2002 in seguito a ristrutturazione, è stato riportato alle sue condizioni originali.
La località è attraversata da uno dei numerosi percorsi cicloturistici dell'Alta Val Torre.